# 莱普海姆
莱普海姆（德語：Leipheim，發音：[ˈlaɪpˌhaɪm] ⓘ）是德国巴伐利亚州施瓦本行政区金茨堡县的城市，面积32.15平方千米，2023年12月31日人口为7,661人。